# مستان‌آباد (نیر)
مستان‌آباد یک روستا در ایران است که در استان اردبیل واقع شده‌است.که همجوار با روستای میجمیر  است. 
این روستا جزء شهرستان نیر میباشد.